# Perijasaurus
Perijasaurus („ještěr z pohoří Serranía del Perijá“) byl rod sauropodního dinosaura z kladu Eusauropoda, který žil v období střední jury (asi před 175 miliony let) na území dnešní Kolumbie (departement Cesar).

## Historie
Jediný známý hrudní obratel tohoto sauropoda byl objeven 27. března 1943 v sedimentech geologického souvrství La Quinta na lokalitě v pohoří Serranía del Perijá (typový exemplář s označením UCMP 37689). Neúplně dochovaný obratel je asi 55 cm vysoký a kolem 45 cm dlouhý. Objeviteli byli zaměstnanci společnosti Tropical Oil Company, kteří později zaslali nález do Kalifornské univerzity v Berkeley. Již v roce 1955 se začal tento obratel objevovat v odborné literatuře, jeho zařazení ale nebylo známé. Později byla znovu objevena původní lokalita a obratel mohl být popsán. V roce 2022 byl publikován formální popis a dosud neznámý druh sauropoda dostal jméno Perijasaurus lapaz.

## Popis
Jednalo se pravděpodobně o menší až středně velký druh sauropoda, který se velikostí přibližně vyrovnal příbuznému rodu Patagosaurus (měřícímu na délku přes 15 metrů). Patřil tedy k relativně malým sauropodům, mnohem menším, než byli někteří jejich křídoví titanosaurní příbuzní (jako byl například druh Argentinosaurus huinculensis).

## Paleoekologie a zařazení
Fosilie tohoto dinosaura byly objeveny v sedimentech geologického souvrství La Quinta v Kolumbii. Mezi blízké příbuzné patagosaura patřily rody Cetiosaurus, Patagosaurus, Nebulasaurus, Bagualia a Spinophorosaurus.
Tito sauropodi žili v ekosystémech obývaných dalšími dinosaury, z nichž zatím známe pouze dva další zástupce - malého teropoda rodu Tachiraptor a archaicky vyhlížejícího ptakopánvého dinosaura rodu Laquintasaura. Oba tyto rody však byly objeveny ve stejném souvrství na území současné Venezuely.